# اليازية بنت نهيان آل نهيان
الشيخة اليازية بنت نهيان آل نهيان هي شخصية إماراتية بارزة من العائلة الحاكمة في دولة الإمارات العربية المتحدة، والدها الشيخ نهيان بن مبارك آل نهيان . اختارتها الألكسو عام 2021 لتتبوأ منصب سفيرة فوق العادة للثقافة العربية لمدة عامين، وهي المرة الأولى التي تعيّن فيها المنظمة امرأة في هذا المنصب، لمدة عامين تكريما لمسيرتها الحافلة بالعطاء الثقافي والإبداعي.
اشتهرت اليازية بدعمها للفنون والثقافة، وقد نشأت في عائلة تهتم بهما، وقامت بتحويل جدران غرفتها إلى لوحات فنية تعكس أسلوبها الفريد في الفن التشكيلي. نظّمت الشيخة العديد من المعارض الفنية داخل الإمارات وخارجها، وأهمها: معرض "رحـلة سـعيدة" فـي مدرید، ومعرض "قـابـلت رحّـالاً مـن أرض الـكنوز" فـي لندن 2019، ومعرض "كیرم إستیشن" في غاليري "جين لومبارد" في نيويورك 2017، ومعرض "إمارات الرؤى" في برلين.
وفي عام 2007، أنشأت اليازية (بالتعاون مع شقيقتيها الشيختين العوشة وشمسة) "أناسي للإعلام"، وهي مؤسّسة وطنية تهدف إلى تطوير الحركة الإبداعية الفنية والثقافية في الإمارات، وهي الأولى من نوعها المتخصصة في مجال الأفلام الوثائقية في الإمارات، وكان لها دور فعال في إثراء المشهد الثقافي وأطلقت العديد من الفعاليات، منها: جوائز أناسي للأفلام الوثائقية، وتأسيس نادي أبو ظبي للأفلام الوثائقية، بالإضافة إلى إقامة محاضرات ومعارض ودورات تدريبية، كما أنتجت العديد من الأفلام الوثائقية الحائزة على جـوائز عالمية، منها: "وطن للتاريخ أمة للمستقبل"، و"حجاب" الذي تأهل إلى التصفيات النهائية في جوائز الأفلام الأميركية، و"ناني" وغيرهم.
نالت الشيخة اليازية جائزة المرأة العربية عام 2015، وجائزة مهرجان ضيافة عام 2020، وجائزة مهرجان العين السينمائي عام 2021.